# Srebrenica
Srebrenica je grad i općina u Republici Srpskoj, BiH.

## Zemljopis
Kroz Srebrenicu teku rječice Čičevac i Križevica.

## Stanovništvo
Po posljednjem službenom popisu stanovništva iz 1991. godine, općina Srebrenica imala je 36.666 stanovnika, raspoređenih u 81 naselju.
| Stanovništvo općine Srebrenica |                 |                 |                 |
| godina popisa                  | 1991.           | 1981.           | 1971.           |
| Muslimani                      | 27.572 (75,19%) | 24.930 (68,69%) | 20.968 (62,85%) |
| Srbi                           | 8.315 (22,67%)  | 10.294 (28,36%) | 11.918 (35,72%) |
| Hrvati                         | 38 (0,10%)      | 80 (0,22%)      | 109 (0,32%)     |
| Jugoslaveni                    | 380 (1,03%)     | 602 (1,65%)     | 121 (0,36%)     |
| ostali i nepoznato             | 361 (0,98%)     | 386 (1,06%)     | 241 (0,72%)     |
| ukupno                         | 36.666          | 36.292          | 33.357          |

#### Srebrenica (naseljeno mjesto), nacionalni sastav
| Srebrenica         |                |                |                |
| godina popisa      | 1991.          | 1981.          | 1971.          |
| Muslimani          | 3.673 (63,92%) | 2.473 (54,80%) | 1.858 (60,16%) |
| Srbi               | 1.632 (28,40%) | 1.406 (31,16%) | 921 (29,82%)   |
| Hrvati             | 34 (0,59%)     | 56 (1,24%)     | 78 (2,52%)     |
| Jugoslaveni        | 328 (5,70%)    | 496 (10,99%)   | 89 (2,88%)     |
| ostali i nepoznato | 79 (1,37%)     | 81 (1,79%)     | 142 (4,59%)    |
| ukupno             | 5.746          | 4.512          | 3.088          |

## Naseljena mjesta
Babuljice, Bajramovići, Beširevići, Blažijevići, Bostahovine, Božići, Brakovci, Brezovice, Brežani, Bučinovići, Bučje, Bujakovići, Crvica, Čičevci, Dimnići, Dobrak, Donji Potočari, Fojhar, Gaj, Gladovići, Gođevići, Gornji Potočari, Gostilj, Kalimanići, Karačići, Klotjevac, Kostolomci, Krnjići, Krušev Do, Kutuzero, Liješće, Likari, Lipovac, Luka, Ljeskovik, Mala Daljegošta, Međe, Miholjevine, Milačevići, Moćevići, Nogačevići, Obadi, Opetci, Orahovica, Osatica, Osmače, Osredak, Pale, Palež, Peći, Pećišta, Petriča, Podgaj, Podosoje, Podravno, Postolje, Poznanovići, Pribidoli, Pribojevići, Prohići, Pusmulići, Radoševići, Radovčići, Rađenovići, Ratkovići, Sase, Skelani, Skenderovići, Slatina, Srebrenica, Staroglavice, Sućeska, Sulice, Šubin, Tokoljak, Toplica, Urisići, Velika Daljegošta, Viogor, Žabokvica i Žedanjsko.

## Povijest
Srebrenica je grad u Bosni i Hercegovini, koji je tokom svoje povijesti promijenio nekoliko imena, kao što su Domavia, Argentarija, Argentum, Bosnia Argentaria itd. Promatrano s vojnog aspekta, njena važnost bila je neprocjenjiva, zbog povoljnog zemljopisnog položaja.
Na području Srebrenice postojali su tragovi života još od najranijih vremena, što je bilo uvjetovano povoljnim zemljopisnim položajem i bogatstvom srebrenom rudom. Grad se nalazio na razmeđi civilizacija, dviju kršćanskih konfesija, a od 15. stoljeća ovdje je islam koji ih je postupno potisnuo.

### Stari Rim
Srebreničke su rudnike iskorištavali još stari Rimljani.

### Bosanska Banovina
Šire srebreničko područje u razdoblju od 9. do 15. stoljeća bilo je razdijeljeno među nekoliko župa: Vratar, Birač, Osat i Trebotić.
Kroz dolinu rijeke Drine ide prometnica koja je povezivala jadransku obalu s Podunavljem. Deset dana jahanja udaljena od Dubrovnika, Srebrenica je u srednjovjekovnoj Hrvatskoj činila veoma važan prostor zbog vrijednih nalazišta plemenite rude, tako da su je posjećivali putnici iz svih krajeva svijeta, ostavljajući u ovom kraju tragove različitih kultura.
Zbog svog važnog trgovačkog i prometnog položaja i rudnih bogatstava, Srebrenica je privukla hrvatske trgovce, obrtnike i gospodarstvenike iz Dubrovačke Republike. Trgovci, obrtnici i gospodarstvenici dolazili su ovamo onom važnom prometnicom. Neki su ovdje samo poslovali a neki su se od njih i nastanili. 
U predgrađu (podgrađu) tvrđave Srebrenika nastala je naseobina (kolonija) tih poduzetnika iz Dubrovačke Republike. Osim tih poduzetnika, i domaći su poduzetnici pridonosili gospodarstvu. 
Pisani dokumenti prvi put spominju Srebrenicu 1352. godine, pred kraj vladavine bana Stjepana II. Za Tvrtka I. kraj je iznimno napredovao. Razvijenosti je pridonosila kovnica novca, vlastito sudstvo i pečat. Do konca 14. stoljeća postala je najvažnije rudarsko središte i najznačajnije gradsko naselje Bosanske Banovine.
Za napredak i važnost Srebrenice jako je bitan[nedostaje izvor] dolazak franjevaca u Srebrenicu. Oni su u ove krajeve došli kao dušobrižnici Hrvata, skupa s trgovcima iz dubrovačkih krajeva. Na neki je način potvrdio je davno postavljenu granicu između istočne i zapadne civilizacije. Provincija Bosna Srebrena ili Bosna argentaria formirana kao najistočnija naseobina franjevaca, pokazala je značaj ovog prostora i potvrdila Drinu kao granicu između različitih kultura.
U Srebrenici, po kojoj je vikarija odnosno provincija, Franjevačka provincija Bosna Srebrena dobila ime, tih je stoljeća postojao samostan i crkva. Srebrenički je samostan bio na glasu kao ugledan i vodeći. Samostan je iz 13. stoljeća. Prvi je franjevački samostan u Bosni i Hercegovini. Bio je rasadnik za sve druge samostane po BiH. Neko je vrijeme u Srebrenici bila i odgojna zajednica budućih fratara. 
Uz srebrenički, najvažniji samostani bili su u Zvorniku, Ljuboviji i Teočaku. 
Godine 1394. ovdje je sagrađena katolička crkva sv. Nikole koja je bila konkatedrala u vrijeme sjedinjenih biskupija Srebreničko-visočke. Građena je u primorskom stilu. Po svemu sudeći, danas je vjerojatno sačuvana zidovima tzv. Bijele džamije. Dva su biskupa iz reda franjevaca djelovala u ovoj crkvi, Stjepan Radošević (1434. – 39.) i Toma Matić (1440.). Srebrenička okolica imala je crkve i u Sasama, Čaglju, Jasenovi i Liješnju. Crkva sv. Marije i gradska crkva sv. Nikole bile su franjevačke crkve. 
Dubrovački su poduzetnici bogato darivali darovima i oporukama samostan, novčano, gotovom srebru, srebrnoj rudi, prihodima iz jama i dr. 
Dubrovački arhiv spomeninje gradnju još jedne crkve u Srebrenici, ali ime zaštitnika nije poznato. Možda se radilo o novoj crkvi ili o obnovi franjevačke crkve koja je mogla nastradati u nemirima 1411. godine. 
Zahvaljujući zahvaljujući konjukturi potražnje za srebrom u Europi, Srebrenica je postala jedno od najrazvijenijih rudarskih i trgovačkih naselja u srednjovjekovnoj bosanskoj državi.
Oko 1410. bila je pod vlašću velikaša Hrvoja Vukčića Hrvatinića.
Veliki napredak i bogatstvo Srebrenice privukao je pozornost njenog suverena hrvatsko-Ugarskog kralja Žigmunda Luksemburškog, kao i susjeda, vladara srpske despotovine Stefana Lazarevića.
Promjeni vladara pridonio je uskogrudni carinik ugarsko-hrvatskog kralja Žigmunda. Sve je više ometao dubrovačke trgovce i domaće stanovništvo, proizvođače srebra. Posljedica je bila pobuna 1411. u kojoj su njegovi kraljevi vojnici porušili gradsko naselje. Zbog toga je u gradu osobno boravio sami kralj Žigmund. Vjerojatno je da je tad grad povjerio srpskom despotu Stefanu Lazareviću na upravu.
Srebrenica je prvo bila u okviru kraljevskog lena, poslije u Zemlji Kovačevića.

### Srpska despotovina
Taj čin nije umirio stanovništvo, nego su se neredi nastavili. Despot ih je krvavo ugušio, a neke dubrovačke trgovce dao osakatiti. Osorni čin prema dubrovačkim državljanima nije prošao nekažnjeno. Dubrovačka Republika je na to zapovijedila prekid svake trgovine i uz to je dio trgovaca otišao iz grada. Promjena srpskog vladara na prijestolju nije ništa riješila. Lazarević je umro 1427. i umjesto njega došao je despot Đurađ Branković koji nije bitno poboljšao stvari. Uskoro su se aktivirali banovi Bosne i oni su preuzeli Srebrenicu pod svoju vlast. No, osmanska osvajanja postajala su sve izvjesnija svakodnevna realnost.
Gospodarska djelatnost preživjela je ta turbulentna vremena uprave srpskih despota. Od 1431. – 1435. rastao je broj obrtnika i trgovaca iz Dubrovnika, bilo je mnogo zlatara, krojača, suknara, mesara i drugih te se 1434. broj obrtnika i trgovaca skoro podvostručio.

### Povratak pod Bosnu i naizmjenična bosanska i turska vlast
Godine 1439. prvo je osmansko osvajanje Srebrenice. Hrvatski kralj i ban Bosne Stjepan Tomaš vratio ga je 1444. godine. Na kraju su ju zauzeli 1462. godine.

### Osmansko doba
Posljedica osmanskih osvajanja u srednjem Podrinju bilo je zamiranje gospodarstva. Napustili su ju dubrovački i drugi poduzetnici, obrtnici i trgovci. Vremenom je od rudarskog, obrtničkog i trgovačkog grada Srebrenica postala obično rudarsko naselje bez ozbiljnijeg gospodarskog značenja. Smanjuju se obrtnički i ini poslovi i općenito opada broj katolika. Zbog toga je sve više osiromašivao ovaj utjecajni samostan. Usprkos tome, tijekom 16. (Franjo Gonsaga) i 17. (Varadinac) stoljeća pa sve do nestanka samostana, srebrenički je samostan bio vodeće časti u franjevačkoj provinciji Bosni Srebrenoj. Samostan je nestao 1688. godine.
Osmanska osveta zbog poraza u Bečkom ratu od 1683 - 1699. bila je pogibeljna za franjevce franjevci i cijeli hrvatski puk srednjeg podrinja. Hrvati i njihovi franjevački dušobrižnici su zauvijek napustili samostan u Srebrenici, posljednje hrvatsko i katoličko uporište na Drini te od 1687. do danas ne postoji više niti jedna veća hrvatska ni katolička točka uz Drinu, a Srebrenica je bila ta posljednja utvrda i najjači bedem.
Osmanlije su nakon desetljeća naizmjeničnih smjena bosanske i osmanske vlasti zauzele Bosnu pohodom 1462. godine koji je vodio sultan Mehmed II. Sami sultan smatrao je franjevce za predstavnike grada. Zato ih je osobno pohodio franjevce radi toga da se nastavi proizvodnja srebra. Izdao im je ahdnamu (Srebrenička ahdnama). Mehmed II. franjevcima je tom prigodom darovao "srebreni lakat" za koji se pretpostavlja da je to vjerojatno neki relikvijar iz Dalmacije. Franjevci ga nisu smatrali za blagoslovljenog pa su ga držali u blagovaonici. Sultanov dar ponekad je stvarao neugodnosti i teškoće franjevcima, jer su znatiželjni muslimani dolazili u franjevačku blagavaonicu vidjeti taj relikvijar. Mehmedov sin Bajazit potvrđuje očevu ahdnamu 1499. godine.
Popisu samostana i župa iz 1623. Srebrenici su područne župe Beograd i Smederevo. Pripadalo im je samo devet franjevaca. 14 godina poslije biskup Jeronim Lučić zapisao je da je srebrenički samostan najsiromašniji zbog siromaštva okolnih katolika. Vizitacija Pavla Rovinjanina 1640. ubicirala je položaj samostana usred naselja. Vizitacija biskupa Maravića 1650. donosi bilješku o velikoj islamiziranosti ovog kraja: srebrenički je samostan imao pod sobom samo ovo naselje s 53 kuće i 379 katolika, dok je usporedbe radi, sutjeski samostan služio devet župa s 2228 katoličkih kuća i 18940 katolika. Biskup Nikola Ogramić 24 godine poslije bilježi još veće smanjenje:  samo 25 katoličkih kuća u kojima je živjelo 125 katolika, bilježi nešto pravoslavaca ali manje nego katolika. Pravoslavci nemaju svoje crkve. Muslimana je bilo u 120 kuća i četiri džamije.
Prema kraju 17. stoljeća Osmansko Carstvo nije više na svom vrhuncu. Već 1686. samostan su muslimani zauzeli, jer su se bojali da ju ne zaposjedne kršćanska vojska, kojoj bi ova kamena građevina mogla poslužiti kao tvrđava i uporište. Tih su ga godina u tajnosti radi čuvanja ostali gvardijan Luka Kreševljak i dvojica franjevaca. Nada u oslobađanje kršćana postojala je 1688. i 1689. godine. Ovim se krajevima povlačila kršćanska vojska. Dolazak kršćana natjerao je osmanske snage u bijeg. S njima je pošao gvardijan Kreševljak kojemu su Osmanlije jamčile život "na vjeru". Druga dvojica franjevaca nastavila su se skrivati. Osmanslijska riječ gvardijanu nije se pokazala iskrenom: uskoro su ga ubili iz imovinskih motiva. Nadali su se da će kod njega naći novaca. Mijenjanje ratnih okolnosti i neizvjesnost opstanka u Srebrenici dovelo je Osmanlije do odluke da ne drže samostan kao utvrdu, nego su ga odlučili zapaliti. Crkva i samostan su izgorili, a dvojica skrivajućih franjevaca spasili su se bijegom. Svaki se zaputio na drugi kraj. Jedan se potajice provukao do u Dalmaciju. Drugi je pošao s katoličkom vojskom koja se ovuda provlačila i produžio do u Mohač gdje se nastanio. Baranjski grad Mohač namjerno je izabrao, jer su srebrenički franjevci svojedobno kao misionari djelovali u obližnjoj Bačkoj. Ondje je podignuo mohački samostan.

### Austro-Ugarska
U 18. i 19. stoljeću, za Osmanlija i poslije za Austro-Ugarske, ovdje je najčešće boravio redovnički i crkveni starješina za Bosnu i Hercegovinu.
Podrinjski je kraj prema Garašaninovu planu morao postati jedan od strateških ciljeva Kraljevine Srbije. Prema tom srpskom velikodržavnom projektu plan je bio "da će na području 50 km zapadno od rijeke Drine sve biti srpsko, čisto srpsko". Jovan Cvijić je oblikovao prijedlog za ove krajeve u vrijeme aneksijske krize u BiH 1908. Da bi Austro-Ugarska dobila suglasnost Srbije za pripajanje BiH, Cvijić je predložio neka to Srbija uvjetuje time da se se Srbiji ustupi Podrinje, "odnosno koridor duž njene istočne granice dubine oko 50 km, sa 12 srezova i površinom preko 10.000 km2." Zapadnu granica Podrinja bila bi razvodnica rijeka Drine i Bosne, pod izlikom "prometnih razloga". Južni dio tog koridora išao bi duž puta Foča – Trebinje i izašao bi na Jadran u Sutorini u Trebinjskom srezu. Taj je projekt služio Srbiji da svoju saveznicu Kraljevinu Crnu Goru izolira od Austro-Ugarske, a Novopazarski sandžak od Bosne i Hercegovine. Cvijić je u traktatu naglasio da se silom mora riješiti srpski problem.

### Prvi svjetski rat
Poslije pobjede na Ceru, srpske snage izbile su na Drinu i Savu. Po planu Vrhovne komande, radi preduhitrenja nove austro-ugarske ofenzive, savezničkih zahtjeva za ofenzivu radi rasterećenja ruskog fronta a prije svega radi ispunjenja svojih velikodržavnih planova, Srbija je razradila napadni plan. Srpska vojska (Užička vojska) je u zajedničkom djelovanju s crnogorskom vojskom (Sandžačka vojska) morala je prijeći Drinu i djelovati prema Višegradu, Srebrenici i Vlasenici. Namjera je bila ugroziti bok i pozadinu austro-ugarskih snaga na srednjoj Drini. Srpska 2. i 3. armija privremeno su morale ostati u obrani na srednjoj i donjoj Drini, čekajući pogodni trenutak za prijeći u napad.
Vojska Kraljevine Srbije je sredinom rujna 1914. zajedno s crnogorskim snagama pošla u napad preko Drine. Počinili su zločine, što je izazvalo žešći otpor braniteljskih snaga. Srpsko-crnogorski napad na Podrinje okončan je 24. listopada 1914. neslavno, krahom i morali su se povući.

### Kraljevina Jugoslavija
Reorganizacijom Kraljevine Jugoslavije 1929. godine postala je dio Drinske banovine, u kojoj je ostala sve do okupacije Kraljevine Jugoslavije 1941. godine.

### Drugi svjetski rat
U drugom svjetskom ratu došla je pod NDH. Bila je sjedište kotarske oblasti Srebrenica, u velikoj župi Vrhbosna. Od 5. srpnja 1944. kotarska oblast Srebrenica došla je pod dio velike župe Usore-Soli.
Trpila je zbog ratnih djelovanja. Četnici Jezdimira Dangića harali su od kraja 1941. ovim krajevima. Početkom 1942. pridružuju im se partizani koji su se povukli iz Srbije i tad paktiraju s četnicima. Uspostavljen je zajednički partizansko-četnički operativni štab za istočnu Bosnu. Pobunjenici su se smjestili na prostoru Jahorine, Foče, Vlasenice, i Srebrenice gdje je tada djelovalo nekoliko tisuća pobunjenika. Svi su zajedno terorizirali muslimane. Slijedi Operacija Trio. U fazi Trio II planirano je uništenje pobunjenika oko Srebrenice. Crna legija osvaja mnoga naselja, a 9. travnja Bratunac i Srebrenicu te 10. travnja izbija na Drinu. Tada je Srebrenički narodnooslobodilački odred pretrpio velike gubitke. Francetić je u Srebrenici ostavio bojnu.
U operaciji Schwarz ( Bitka na Sutjesci ili Peta neprijateljska ofenziva) osovinske snage potisnule su partizane. Dd 3. do 15. lipnja 1943., partizani su probili obruč žestokim napadima i provukli se u istočnu Bosnu. Partizani se tad pregrupiraju i kreću u protunapad u istočnoj Bosni, čisteći utvrde Sila Osovine u Vlasenici, Srebrenici, Olovu, Kladnju i Zvorniku. 1944. godine opet su velike borbe. Srpnja te godine I. ustaški stajaći zdrug, oko Srebrenice uspješno se borio i zajedno s Nijemcima vodio proboj do Zvornika.

### Titova Jugoslavija
Kraj osamdesetih godina prošlog stoljeća Srebrenicu je zatekao u pokušajima da gospodarskim razvojem uhvati korak sa svijetom. Stanovništvo ovoga grada, stisnutog planinskim obroncima u neposrednoj blizini rijeke Drine, i preostalih tridesetak tisuća koliko je živjelo u okolnim naseljima, život je zasnivalo na radu u moderniziranim tvornicama, te na poljoprivredi od koje je živjela jedna četvrtina stanovništva općine Srebrenica. Od sredine 1980-ih u Srebrenici je zabilježen nagli porast odlazaka na studiranje širom bivše Jugoslavije, tako da je početkom 1990-ih godina veliki broj obrazovanih mladih ljudi bio spreman da Srebrenicu povede u jednom drugačijem, prosperitetnom smjeru, kako bi uhvatila korak sa svijetom.
1985. godine sagrađena je crkva sv. Marije u srebreničkom naselju Klisa, koja je filijalna kapela župa Srca Isusova Zvornik i Srebrenica. Uz crkvu sagrađen je pomoćni objekt za potrebe pastoralnog rada. Godine 1991. na temeljima drevnog franjevačkog samostana i crkve sagrađena je kapela sv. Marije. Kapela je ostala mjestom redovitog okupljanja srebreničkih Hrvata katolika na misnim slavljima i ostalim prigodama. Spomen-kapela izgrađena je 1991. u spomen na 700. godinu dolaska franjevaca u Srebrenicu. Srebrenička župa posvećena je Srcu Isusovom. Kapela je u ulici Reufa Selmanagića Crnog 40. Upravitelj se nalazi u Sarajevu. Misa se slavi zadnje nedjelje u mjesecu.
Župnik ove župe fra Niko Josić prvi fratar koji je 2000-ih, poslije 300 godina prespavao na ovim prostorima.
Međutim, period 1990. – 1991. donio je nesigurnost kod velikog broja mladih, obrazovanih ljudi, tako da su u te dvije godine zabilježeni primjetni odlasci iz Srebrenice upravo ove populacije.

### Agresija na Bosnu i Hercegovinu
U drugoj polovici 1991. godine bilo je očigledno da su velikosrpski nacionalisti pripremili agresiju na Bosnu i Podrinje, s ciljem da, na velikodržavnom konceptu Srbije, zauzmu cijelu Bosnu i Hercegovinu i silom je pripoje Srbiji te biološki i duhovno istrijebe Bošnjake. U ljeto 1992. jedinice Jugoslavenske narodne armije, kojima je zapovijedano iz Beograda, zatim oružane jedinice Arkana, Mauzera i drugih zločinaca, zajedno sa srpskim kolaboracionistima iz Bosne i Hercegovine, okupirale su Srebrenicu. Tih dana iz ovog grada okolnih naselja protjerano je dvadeset tisuća Bošnjaka. Nakon što je Pokret otpora zaživio i u okolnim naseljima uspostavljena obrana, srpski okupator je prisiljen da se povuče iz Srebrenice. Do kraja godine srpske jedinice nastojale su u više navrata da ponovo zauzmu Srebrenicu, ali bezuspješno. Početkom 1993. teritorij između Zvornika i Srebrenice definitivno je pao u srpske ruke, a najveći broj stanovnika s tog prostora sklonio se u Srebrenicu. Tih dana kada je potpisana demilitarizacija Srebrenice i Rezolucijom Vijeća sigurnosti Ujedinjenih naroda prostor stavljen pod zaštitu međunarodnih snaga (UNPROFOR-a), u Srebrenici se zateklo preko 40.000 stanovnika, ili pet puta više nego je živjelo do početka agresije. Tada započinju neviđene patnje stanovništva. Iako su Ujedinjeni narodi formalno štitile Srebrenicu, u "zaštićenoj zoni" Bošnjaci su svakodnevno ubijani od granata koje su srpske jedinice upućivale na grad iz teškog oružja. Permanentna glad obilježila je život u Srebrenici sve do kraja lipnja 1995., kada su započeli iznenadni i žestoki napadi na Srebrenicu, "zaštićenu zonu" Ujedinjenih nacija.

#### Genocid
Također pročitajte: Genocid u Srebrenici
Udružene srpske jedinice iz Srbije i s područja Bosne i Hercegovine, pod zapovjedništvom generala Ratka Mladića uz direktnu podršku vojno-političkog rukovodstva Savezne Republike Jugoslavije, 11. srpnja 1995. u prisustvu nizozemskih jedinica u sastavu UNPROFOR-a, osvajaju Srebrenicu i u roku od tri dana čine stravičan genocid nad nevinim bošnjačkim civilnim stanovništvom. Lokalno stanovništvo nije imalo mogućnost da pruži obranu, jer je sve naoružanje, oduzeto 1993. godine, bilo uskladišteno kod UN snaga. Istog dana ubijeno je na stotine civila i započela golgota desetine tisuća ljudi. Deset tisuća njih zauvijek će ostati bez traga u šumama između Srebrenice i Tuzle, odnosno Srebrenice i Kladnja. Tamo su desetine masovnih grobnica i razbacane bošnjačke kosti, posebno razasute lubanje na kojima se vide tragovi ubojstva, kako su ljudi davljeni i klani.
Također pročitajte: Zbjeg iz Srebrenice
Dio stanovnika Srebrenice, odlučilo se na zbjeg. Od 10.000 do 15.000 stanovnika "UN-ove sigurne zone" okupio se u Šušnjarima 11. srpnja. Trećina su bili pripadnici 28. divizije, većinom nenaoružani, a svi ostali civili, među njima žene i djeca. Zaputili su se prema slobodnom teritoriju. Pošli su u velikoj koloni kroz šumu u pravcu Tuzle.
Nakon srebreničkog genocida ništa više nije kao što je bilo prije. Srebrenica će ostati krvavi pečat dvadesetog stoljeća. Ona je istinska bošnjačka i bosanska "Guernica". Na preliminarnom popisu ubijenih Srebreničana trenutačno se nalaze 8372 imena, a 12000 ljudi se vodi kao nestalo. Nažalost svakodnevno se iskopavaju nove masovne grobnice, pa popis s ubijenim srebreničanima svakodnevno raste.

### Srebrenica danas
U Srebrenici su poslije rata ostale 33 hrvatske obitelji, svekupno stotinjak Hrvata katolika. Hrvatima katolicima životni uvjeti nisu nimalo laki. Udruga Klisa je osnovna zahtjev skupine Hrvata koji ovdje žive radi pomoći hrvatskom puku kroz razne projekte pomoći. Malobrojnim Hrvatima vrlo je bitno na općinskim izborima izboriti makar jedno mjesto u općinskoj Skupštini, što dosad nisu uspijevali. Uvjerenja su da kad bi uspjeli ući u Skupštinu, vjerojatnost dolaska za pomoć za određene projekte i za povratak bila bi mnogo veća. Danas u Srebrenici postoji rimokatoličko groblje, ali bez kapelice. Uz rimokatoličko groblje u Karakaju, koje je također bez kapelice, to su jedina rimokatolička groblja u župi Zvornik-Srebrenica.

## Poznate osobe
- Arhitekt Selman Selmanagić, Srebrenica, 1905.- Berlin, 1986. Jedini arhitekt s područja nekadašnje Kraljevine Jugoslavije koji je u cijelosti završio studij i 1932. diplomirao na Odjelu za arhitekturu Bauhausa.
- Juraj Dragišić, hrv. franjevac, humanist, filozof i teolog iz Bosne[1]
- Emir Sulejmanović, košarkaš[19]
- Hamza Alić, bacač kugle, dvoranski europski viceprvak[19]
- Asmir Suljić, nogometaš, standardni prvotimac budimpeštanskog Ujpesta[19]
- Ferid Berbić, nogometaš, reprezentativac BiH[19]
- Jasmin Salihović, iz Skelana kod Srebrenice, atletičar 800 m, sudionik Olimpijskih igara 2004.[19]
- Franjo Srebreničanin, hrvatski pedagog
- Branimir Župančić, hrv. svećenik
- Akif Ustić, visoki časnik ARBiH

## Spomenici i znamenitosti
Od rimskih spomenika vezanih za Srebrenicu ističu se nalazi o kojima je pisao i izvještavao V. Radimsky u Glasniku Zemaljskog muzeja u Bosni i Hercegovini 1892. i 1894. godine. Iskopavanja su vršena između 1891. i 1893. kraj rijeke Saske sjeverno od sela Gradina. Od znamenitijih otkrića koji se vežu za rimsku Domaviu, odnosno Argentariu su:
- gradska vijećnica - kurija;
- prostrane javne kupelji čije se uređenje može pripisati prema pronađenom natpisu carskom prokuratoru Valeriju Superu i datirati u 220., a preuređenje drugome prokuratoru Aureliju Verekundu u godini 274.

## Kultura
Likovna kolonija Srebrenica u organizaciji franjevačke župe Srca Isusova Zvornik-Srebrenica.

## Šport
- FK Guber Srebrenica - nogometni klub[21]

Održava se Memorijalni fudbalski turnir Ejub Golić.

## Vanjske poveznice
- Stranice općine Srebrenica  Arhivirana inačica izvorne stranice od 21. ožujka 2009. (Wayback Machine)